# Hot Rod Circuit
Hot Rod Circuit ist eine US-amerikanische von Emo beeinflusste Indie-Rock-Band, gegründet 1997 in Alabama und derzeit bei Vagrant Records unter Vertrag.

## Geschichte
Die Band wurde zunächst durch das Independent-Label Triple Crown entdeckt, wo die ersten beiden Alben sowie das erste Livealbum der Band erschienen. Nach dem Wechsel zu Vagrant Records wurde dort zusammen mit Brian McTernan das Album Sorry About Tomorrow aufgenommen.
Auf dem 2004 erschienenen Album Reality's Coming Through ist als Gast Chris Carrabba zu hören. Aufgenommen wurde es gemeinsam mit dem Musikproduzenten Tim O’Heir, der auch am für das Frühjahr 2007 angekündigten neuen Album The Underground Is a Dying Breed mitwirken wird.
Die Band trat bisher in Erscheinung als Support von Gruppen wie The Get Up Kids und At the Drive-In.

## Diskografie
Alben
- 1999: If I Knew Now What I Knew Then (Triple Crown)
- 2000: If It's Cool With You It's Cool With Me (Triple Crown)
- 2002: Sorry About Tomorrow (Vagrant)
- 2002: Been There, Smoked That (Livealbum, Triple Crown)
- 2004: Reality's Coming Through (Vagrant)